# Quaternio Verlag Luzern
Die Quaternio Verlag Luzern AG ist ein Schweizer Buchverlag, der sich auf die Herstellung von originalgetreuen Faksimile-Editionen mittelalterlicher Bilderhandschriften sowie die Herausgabe von Kunstbuch-Editionen rund um das Thema Buchmalerei und Kalligraphie spezialisiert hat. Er wurde 2009 gegründet und ist der einzige Faksimile-Verlag der Schweiz.

## Gründung
Am 9. Juli 2009 gründete Gunter Tampe, langjähriger Herstellungsleiter beim Faksimile Verlag Luzern, zusammen mit drei ehemaligen Verlagskollegen den unabhängigen Quaternio Verlag Luzern und knüpfte damit direkt an die Arbeit und Tradition des 1974 gegründeten Faksimile Verlags Luzern an, der 2006 an Bertelsmann verkauft worden war und drei Jahre später seine Tätigkeit in der Schweiz eingestellt hatte. Im Oktober 2009 konnte mit dem Gebetbuch der Claude de France bereits die erste Faksimile-Edition des neuen Verlags auf der Frankfurter Buchmesse vorgestellt werden.

## Name
Quaternio bezeichnet im Spätlateinischen „die Vier, Vierzahl“ bzw. „ein aus vier Einheiten zusammengesetztes Ganzes“. Der Verlagsname kann also als eine Anspielung auf die Vierzahl der Gründer verstanden werden. Gleichzeitig ist Quaternio ein Fachbegriff aus der Handbuchbinderei und bezeichnet die im Mittelalter häufigste Form einer Lage, bestehend aus vier Doppelblättern, die in der Mitte gefalzt und heftförmig ineinander gelegt sind. Der Verlagsname spielt daher ebenso auf den handwerklichen Aspekt bei der Faksimilierung an.

## Verlagsprogramm

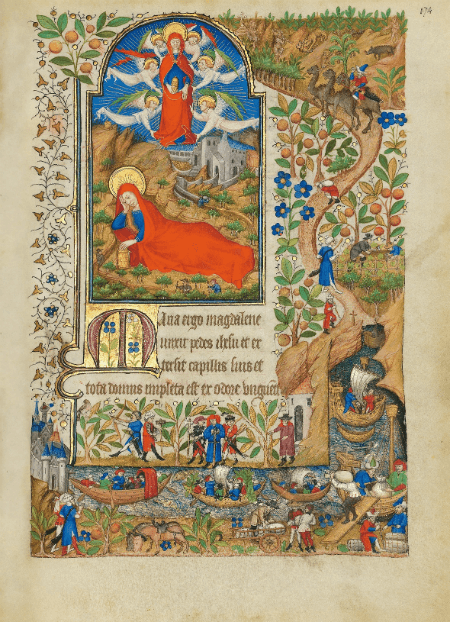
Faksimile des Stundenbuchs der Margarete von Orléans, fol. 174r

Im Quaternio Verlag Luzern erscheinen jedes Jahr zwei neue Faksimile-Editionen künstlerisch herausragender Bilderhandschriften aus Mittelalter und Renaissance. Der Fokus des Programms liegt auf der Faksimilierung von christlich-abendländischen Handschriften aus West- und Mitteleuropa: Apokalypse-Handschriften, Gebet- und Stundenbücher, liturgische Handschriften, Erbauungsliteratur, Lehrbücher für Kinder, Chroniken und weltliche Dichtung. Zeitlich reicht das Spektrum der faksimilierten Handschriften von der späten Karolingerzeit bis ins 16. Jahrhundert. Bestandteil jeder Edition ist ein Kommentarband, der die faksimilierte Handschrift unter verschiedenen Aspekten wissenschaftlich erschliesst, einordnet und damit auch für den Buchliebhaber zugänglich macht. Die Autoren dieser Kommentarbände sind Kunsthistoriker, Mediävisten und Handschriften-Experten, darunter Eberhard König, Harald Wolter-von dem Knesebeck, Nigel J. Morgan, Roger S. Wieck, Jenny Stratford und Peter K. Klein.
Zusätzlich zu den Faksimile-Editionen erscheinen jedes Jahr ein oder zwei Kunstbücher, die ausgewählte Handschriften und Kalligraphie-Bücher im Originalformat wiedergeben. Diese Kunstbuch-Editionen sind in einzelnen Fällen mit einem Original-Faksimileblatt als Beilage ausgestattet.
In Zusammenarbeit mit Bibliotheken wie der Bayerischen Staatsbibliothek in München oder der Österreichischen Nationalbibliothek in Wien und mit anderen Kultureinrichtungen konzipiert und produziert der Quaternio Verlag Luzern Ausstellungskataloge zum Thema Handschriften und Buchmalerei.

## Programmhöhepunkte
2012 erschien im Quaternio Verlag Luzern die Faksimile-Edition des Speyerer Evangelistars von ca. 1220, das in der Badischen Landesbibliothek als Codex Bruchsal 1 bewahrt und gehütet wird. Dabei wurde auch der grossenteils zeitgenössische Prunkeinband der Handschrift mit einer silbervergoldeten Christusfigur auf dem Vorderdeckel bis ins Detail wiedergegeben. Aus konservatorischen Gründen darf das kostbare Original heute nicht mehr geöffnet gezeigt werden.
Auf der Frankfurter Buchmesse 2013 kündigte der Verlag den um 1300 entstandenen Codex Gisle, das ungewöhnlich prachtvoll ausgestattete Graduale der Gisela von Kerssenbrock aus dem Zisterzienserinnenkloster Rulle bei Osnabrück, als seine neunte Faksimile-Edition an. Das Original befindet sich heute im Diözesanarchiv Osnabrück (Handschrift Ma 101). Ende 2014 wurde die Faksimile-Edition dann zusammen mit einer Musik-Edition (neun Gesänge aus dem Codex Gisle, aufgenommen von der Frauenschola des Osnabrücker Jugendchors) ausgeliefert.
Als erster Faksimile-Verlag weltweit konnte der Quaternio Verlag Luzern 2015/16 eine Handschrift aus der Royal Collection des englischen Königshauses faksimilieren. Es handelt sich um das spätgotische Sobieski-Stundenbuch, das um 1430 in Paris unter Federführung des berühmten Bedford-Meisters geschaffen wurde. Die prachtvolle Handschrift war im letzten Viertel des 17. Jahrhunderts nach Polen in den Besitz König Johanns III. Sobieski gelangt und hatte dort ihren heute noch vorhandenen Einband erhalten. Das Sobieski-Stundenbuch gehört als Zimelie zum Bestand der Royal Library auf Schloss Windsor.